# Stipiturus
Stipiturus – rodzaj ptaków z podrodziny chwostek (Malurinae) w obrębie rodziny chwostkowatych (Maluridae).

## Zasięg występowania
Rodzaj obejmuje gatunki występujące w Australii (wraz z Tasmanią).

## Morfologia
Długość ciała 10–19 cm; masa ciała 5–9 g.

## Systematyka

### Etymologia
- Malurus: gr. μαλος malos (właściwie αμαλος amalos) „delikatny”; ουρα oura „ogon”[7]. Typ nomenklatoryczny: Muscicapa malachura Shaw, 1798.
- Stipiturus: łac. stipes, stipitis „gałąź, konar”; gr. ουρα oura „ogon”[8].
- Malacurus: gr. μαλακος malakos „delikatny”; ουρα oura „ogon”[9]. Typ nomenklatoryczny: Muscicapa malachura Shaw, 1798.

### Podział systematyczny
Do rodzaju należą następujące gatunki:
- Stipiturus mallee A.J. Campbell, 1908 – szczeciogonek eukaliptusowy
- Stipiturus malachurus (Shaw, 1798) – szczeciogonek smugowany
- Stipiturus ruficeps A.J. Campbell, 1899 – szczeciogonek rdzawogłowy